# Мосцишкі (Великопольське воєводство)
Мосцишкі (пол. Mościszki, нім. Seebrück) — село в Польщі, у гміні Кшивінь Косцянського повіту Великопольського воєводства.
Населення — 369 осіб (2011).
У 1975-1998 роках село належало до Лешненського воєводства.

## Демографія
Демографічна структура станом на 31 березня 2011 року:
|          | Загалом | Допрацездатний вік | Працездатний вік | Постпрацездатний вік |
| -------- | ------- | ------------------ | ---------------- | -------------------- |
| Чоловіки | 181     | 35                 | 127              | 19                   |
| Жінки    | 188     | 40                 | 107              | 41                   |
| Разом    | 369     | 75                 | 234              | 60                   |